# کمپین ریاست‌جمهوری الیزابت وارن، ۲۰۲۰
کمپین ریاست‌جمهوری الیزابت وارن، ۲۰۲۰ (انگلیسی: Elizabeth Warren 2020 presidential campaign) در ۹ فوریه ۲۰۱۹ اعلام شد.